# 告密者 (2010年电影)
《告密者》（英語：The Whistleblower）是一部2010年的惊悚电影，由拉尔沙·康达基执导并与艾丽丝·基尔万共同编剧，蕾切尔·薇兹在片中扮演內布拉斯加州警官凯瑟琳·波克瓦克（Kathryn Bolkovac），她于1999年获戴阳国际聘请成为波斯尼亚和黑塞哥维那的战后维和人员。波克瓦克发现戴阳国际在当地贩卖人口（或为其提供便利），她试图加以阻止，但却遭到解雇并被驱逐出境。波克瓦克接下来前往英格兰，把事件内幕透露给了BBC新闻，之后在起诉戴阳非法解雇的诉讼中取胜。
康达基希望在自己的电影处女作中关注人口贩卖，她在念大学时得知了波克瓦克的经历，之后和基尔万一起努力为项目争取资金支持。一直到康达基决定制作本片8年后，她才获得了所需资金，并选择薇兹扮演女主角。《告密者》由加拿大、德国和美国共同制作，于2009年10至11月在罗马尼亚拍摄。
影片于2010年9月13日在多伦多国际电影节首映，塞缪尔·戈尔德温影业负责电影在美国的影院发行。《告密者》在宣传中成为一部讲述20世纪90年代末虚构故事的电影。康达基表示，电影的中的情节大致属实，但省略了部分细节，例如片中没有表示出人口贩卖受害者们时长三个星期的“磨合期”。《告密者》上映后所获评价褒贬不一，薇兹和另外几位演员的表演赢得赞誉，但影评人对许多镜头中描绘的强烈暴力内容有不同看法。康达基和薇兹对此表示，在波斯尼亚发生的实际情况比电影中更严重，电影已经淡化了这方面的描写。影片获得了多个电影奖项和提名，其中包括3项2012年吉尼金像奖提名。

## 剧情
凯瑟琳·波克瓦克（蕾切尔·薇兹饰）是美国内布拉斯加州林肯的警察，她接受了英国德莫克拉保安（Democra Security，戴阳国际的化名）公司招募成为战后波斯尼亚和黑塞哥维那的联合国国际警察。波克瓦克在当地成功为一位经受过家庭虐待的穆斯林女性争取权益，并因此成为性别事务部门的负责人。
乌克兰族青年女子拉亚（Raya，罗克珊娜·康多雷克饰）和朋友卢芭（Luba，宝拉·斯瑞姆饰）被亲戚卖给波斯尼亚的色情人口贩卖组织。拉亚和另一位被迫卖淫的少女艾卡（Irka，拉依莎·康德拉斯基饰）一起逃脱，两人作为人口贩卖的受害者被送进女性庇护所。凯瑟琳在调查案件的过程中发现其中涉及到一个大规模的性奴隶组织，由包括美国人在内的多国人士运作。她说服拉亚和艾卡出庭作证，指控贩卖她们的人贩子，承诺会保证两人安全。然而，一个冷漠的联合国官员却把没有护照的艾卡扔在波斯尼亚与塞尔维亚的边境上。有腐败维和人员向人贩子通风报信，他们再度抓获了拉亚并加以折磨。凯瑟琳在树林里成功救回了艾卡，但后者已经太过害怕，不敢再出庭作证。
凯瑟琳希望这起丑闻能够引起联合国的注意，但却发现有人为了确保获得利润丰厚的国防和保安合同而掩盖了丑闻。不过她在调查中还是找到了盟友：如人权委员会负责人马德琳·里斯（Madeleine Rees，瓦妮莎·雷德格瑞夫饰）和内部事务专员彼得·沃德（Peter Ward，大卫·斯特雷泽恩饰）。找到拉亚的尸体后，凯瑟琳向50名高级特派人员发送邮件，详细说明了自己的发现，但却很快遭到解雇。被迫离开该国前，她和沃德一起获得了一位官员承认丑闻中事件的证据，然后前往英格兰，把证据披露给了BBC新闻，电影到此结束。片尾在字幕中表明，有多名维和人员在凯瑟琳离开后被遣送回国，但由于豁免权法律的保护，没有任何人面临刑事起诉，并且美国仍与包括德莫克拉保安公司在内的私营承包商存在业务往来，这其中还包括伊拉克和阿富汗的多个数额达到10亿美元级别的合约。

## 演员
- 蕾切尔·薇兹饰凯瑟琳·波克瓦克
- 大卫·斯特雷泽恩饰彼得·沃德
- 尼古拉·雷·卡斯（Nikolaj Lie Kaas）饰简（Jan）
- 安娜·安尼斯莫娃（Anna Anissimova）饰佐伊（Zoe）
- 莫妮卡·贝鲁奇饰劳拉·勒维安尼（Laura Leviani）
- 瓦妮莎·雷德格瑞夫饰马德琳·里斯
- 班奈狄克·康柏拜区饰尼克·考夫曼（Nick Kaufman）
- 罗克珊娜·康多雷克（Roxana Condurache）饰拉亚·科昌（Raya Kochan）
- 宝拉·斯瑞姆（Paula Schramm）饰卢芭
- 拉依莎·康达基（Rayisa Kondracki）饰艾卡
- 利亚姆·坎宁安饰比尔·海恩斯（Bill Haynes）
- 德米崔·戈里塞斯（Demetri Goritsas）饰凯尔（Kyle）
- 大卫·休莱特（David Hewlett）饰弗雷德·默里（Fred Murray）
- 威廉·霍普（William Hope）饰约翰·布莱克利（John Blakely）
- 斯图尔特·格雷厄姆（Stuart Graham）饰麦克维（McVeigh）

## 制作

### 编剧
《告密者》是一部根据凯瑟琳·波克瓦克真实经历改编的电影，她本是美国内布拉斯加州的一名警察，于1999年成为联合国派驻战后波斯尼亚的维和人员。波克瓦克在这里发现了庞大的色情人口贩卖组织，其他维和人员有些参与了其运作，有些则为其提供便利。波克瓦克在试图展开调查后遭到解雇，但她之后打赢了非法解雇的官司。

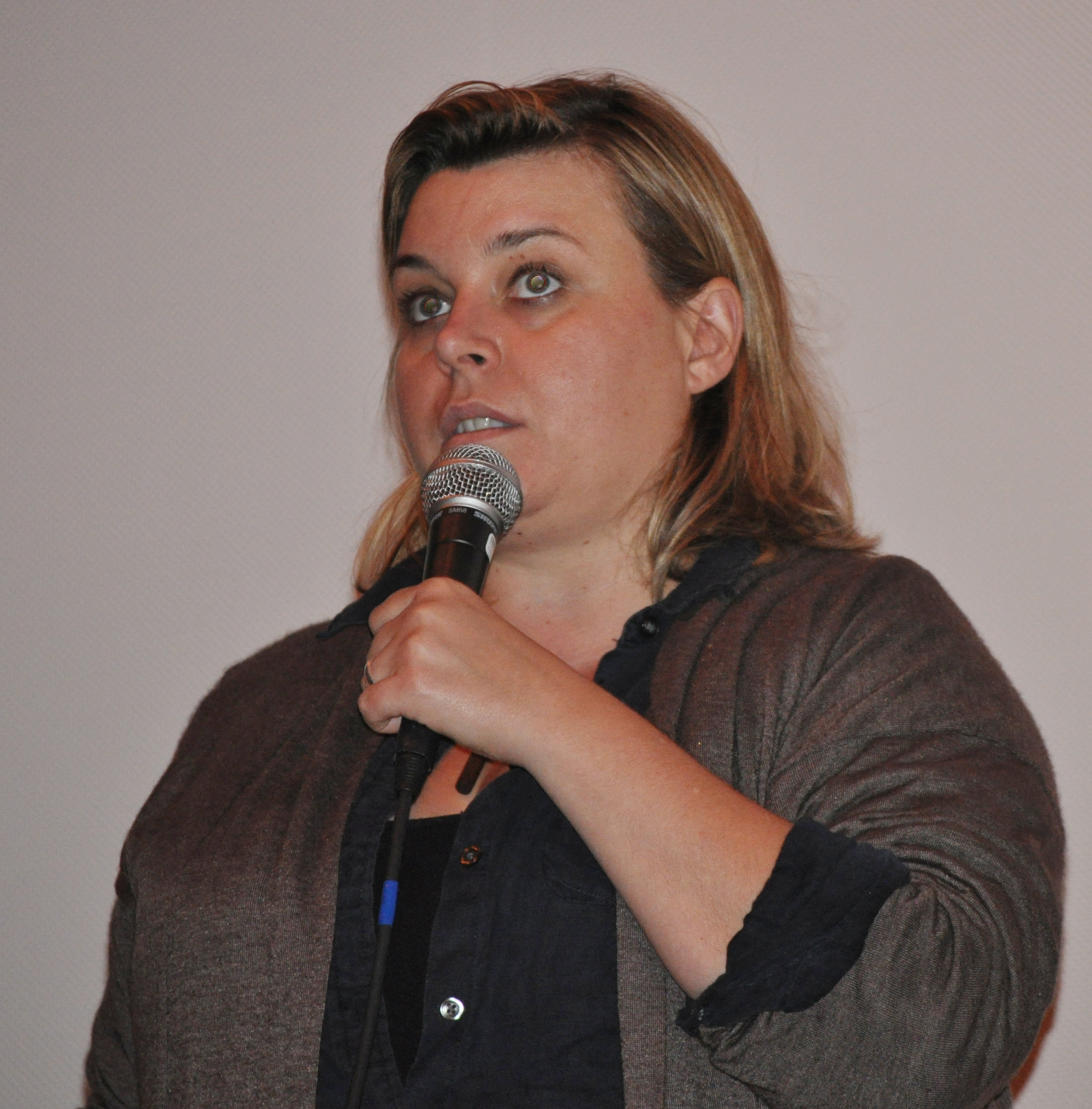
拉尔沙·康达基（图）得知波克瓦克在波斯尼亚和黑塞哥维那的经历后决定拍摄《告密者》

导演拉尔沙·康达基和编剧艾丽丝·基尔万在就读哥伦比亚大学期间就得知了波克瓦克的经历，不过电影还要到8年后才投入实际拍摄。康达基随后投入了大量时间研究人口贩卖和性交易活动。波克瓦克以100美元的价格把自己经历的电影改编版权卖给了康达基，后者于是下决心要把这个故事搬上大银幕。项目的融资工作起初困难重重，不过情况在蕾切尔·薇兹成为扮演波克瓦克的演员人选后有所改观。“我那时既年轻又天真，”康达基回忆自己起初在为电影寻找财政支持期间的经历时说：“我当时就想着：‘他们当然会愿意拍我的电影啦，这主意太棒了！’”
电影宣传中的《告密者》是一部对20世纪90年代末丑闻的虚构戏剧化呈现。主创人员是根据波克瓦克的经历而非回忆录来进行创作。瓦妮莎·雷德格瑞夫扮演联合国人权事务官员马德琳·里斯，她在波克瓦克揭露丑闻的过程中提供了帮助，是“电影中为数不多的几位英雄人物之一”。拉亚和卢芭是片中两名被人贩子卖到波斯尼亚的乌克兰族青年女子，也是波克瓦克所遇上人口贩卖受害者的主要代表人物，但两个人物都不是根据特定的真实人物改编，而是那些被迫在波斯尼亚妓院工作年轻女性的复合体。康达基的妹妹拉依莎也在片中扮演了一位人口贩卖的受害者。出于法律方面的考量，雇员涉嫌对女性实行性奴役的戴阳国际公司在片中以假名“德莫克拉保安”代替。
虽然主创人员打算让电影以事实为基础，但在其中采用的事实比例上存在不同看法。例如有关官僚作风的内容就没有保留。对此康达基表示：“里面的信息太多，而且老实说，人们会感到无聊的。”另一个关注点是电影中对性交易人口贩卖受害者遭受的暴力到底需要描述到什么程度。康达基选择直截了当地刻画这些年轻女性受到的非人待遇，称这正是实际发生的情况，例如片中拉亚在逃脱后又被抓回去时遭暴徒用一条铅管强暴。薇兹则认为，电影中已经对这些暴力情节淡化处理：“在真实情况下，那些还只有8岁大的女孩都被迫要做这样的事。”康达基也有同样看法，表示自己已经为了避免让观众感到太难受而减少了这些方面的描写：
我们所展现的大概也就只是可以展现的内容。我们没法儿把3个星期的磨合期也表现出来，他们会把那些女孩身上的某些部分烫伤。我们没法真正表现出这些女性对生活的绝望。

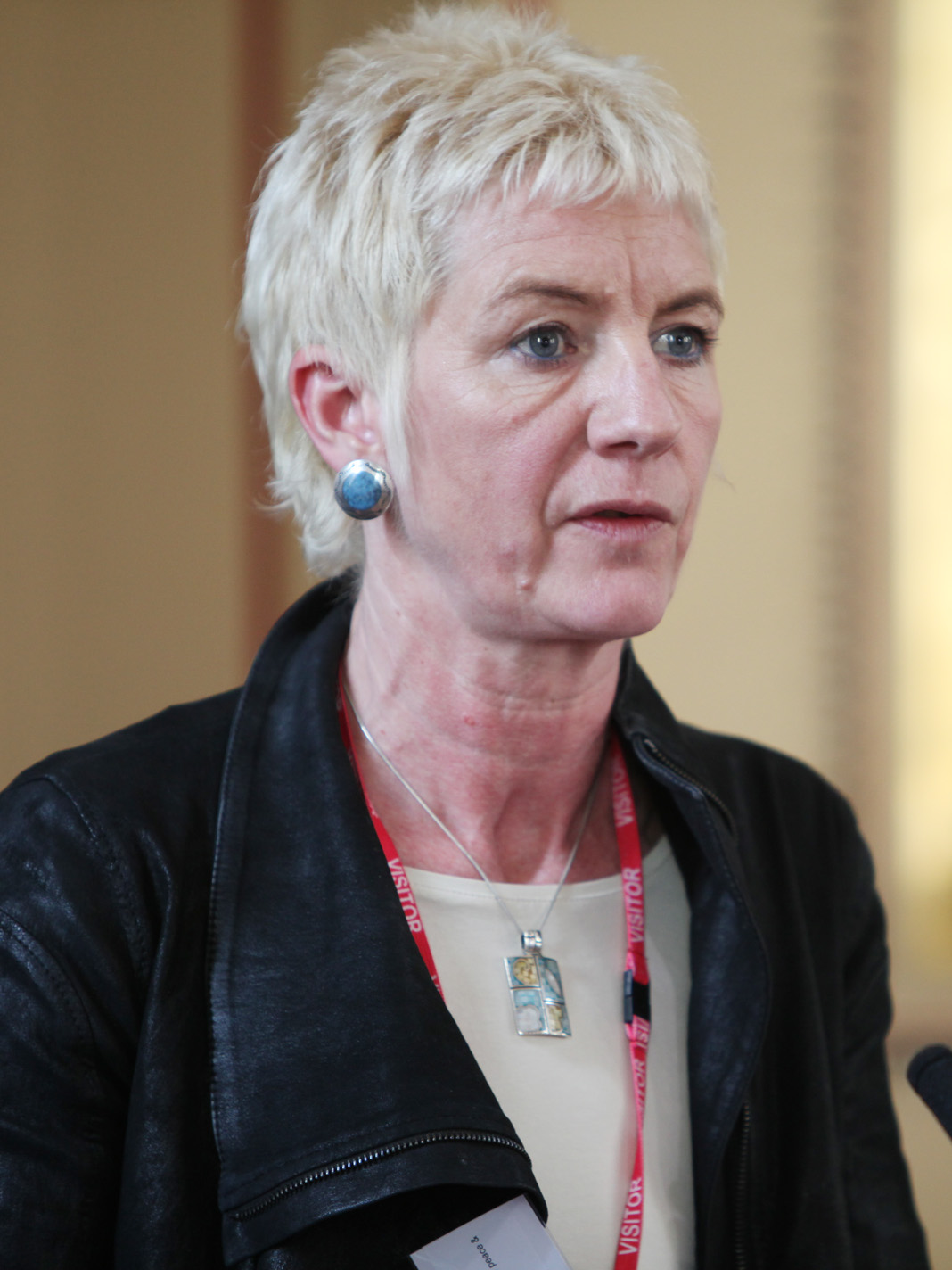
马德琳·里斯（图）和凯瑟琳·波克瓦克作证指控戴阳国际公司（即电影中的德莫克拉保安公司）雇员参与了波斯尼亚的色情业人口贩卖活动

康达斯表示，自己拍摄《告密者》的目的是要把人口贩卖“昭告天下”：“没有任何人在向政府施压阻止这一切，没有任何人对此负责。这是懒惰造成的。”

### 拍摄
《告密者》是一部加拿大和德国合拍的电影。薇兹于2007年从制片人艾米·考夫曼手中拿到剧本。由于正怀有身孕，她起初谢绝了这个角色。但薇兹表示，这个故事一直困扰着自己，于是她之后主动联系了考夫曼，询问自己是否还能够加入，再于2009年8月签约出演，电影则在2009年10月开拍。
电影大部分镜头都是在罗马尼亚的布加勒斯特取景，波克瓦克亲自到访了这里的拍摄片场。薇兹表示，为了准确诠释自己的角色，她只要头脑清醒时就会尽可能和波克瓦克待在一起。薇兹和波克瓦克的外表明显不同，薇兹是黑发，体型苗条；而波克瓦克则是金发，远比薇兹要丰满和性感，并且身材上也要高大得多。在这样的情况下，女演员的工作重点就是模仿波克瓦克的口音和决心。波克瓦克之后表示，由薇兹来扮演自己是很好的选择，还称赞她找到了正确的努力方向。

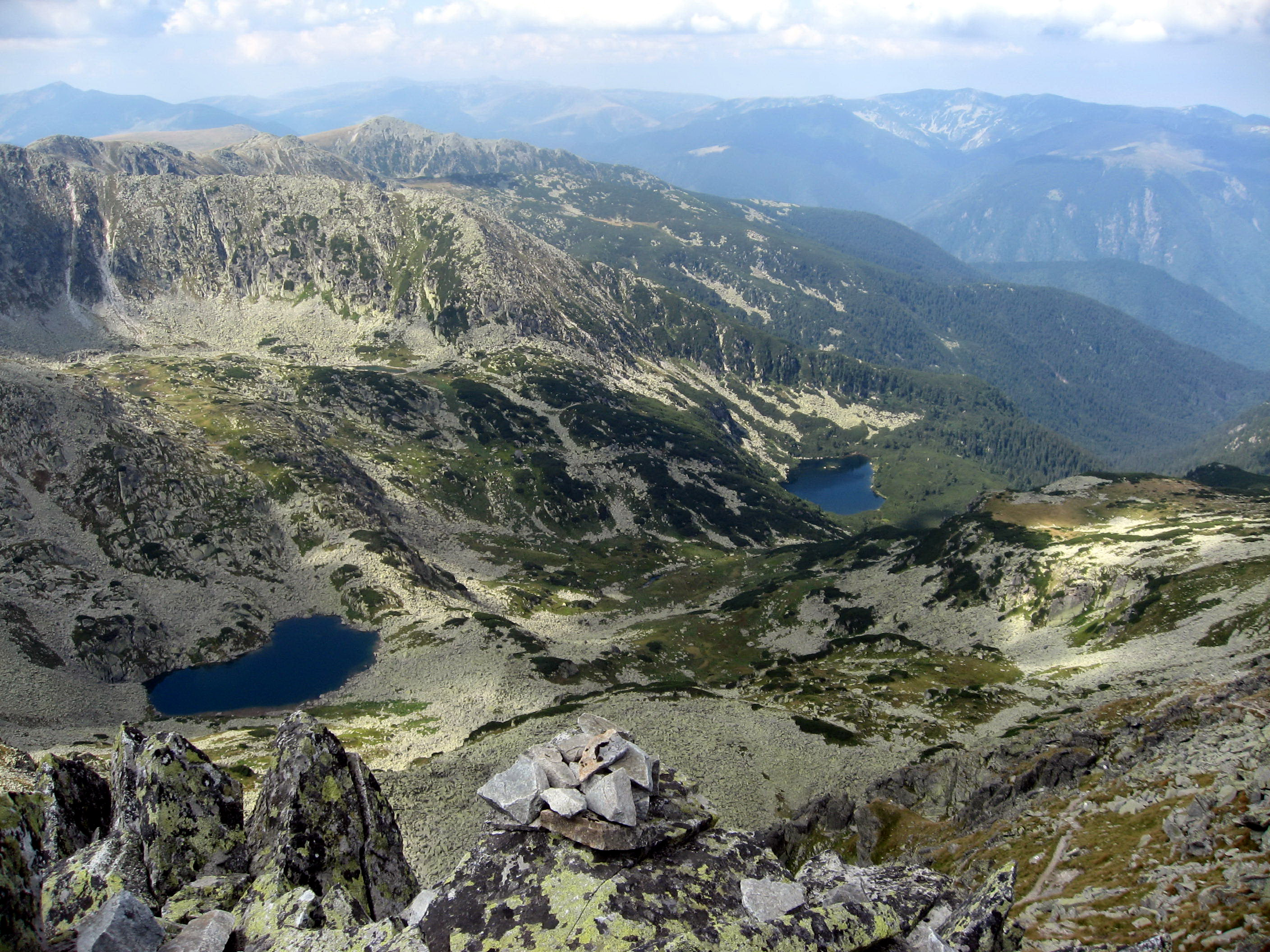
罗马尼亚境内的喀尔巴阡山脉是电影中大部分波斯尼亚风暴镜头的取景地

电影的拍摄工作持续了约6星期，这对惊悚片来说相对较短；薇兹表示，大部分惊悚片都需要拍上3个月才能完成。制片人采用了手持式摄像机，拥有的拍摄预算在同类电影中也比较低。康达基表示，在东欧取景拍摄对这部电影来说至关重要：“对于这样一个故事来说，更重要的是你没有看见的东西，所以你必须要创建出那个世界”。罗马尼亚境内的喀尔巴阡山脉是片中20世纪末饱受战火蹂躏的塞拉耶佛风景镜头的主要取景地。联合国大楼内部的镜头则是在多伦多拍摄。电影中的大部分户外镜头的时间都在夜间，白天的镜头经常表现得苍凉、灰白而阴暗，这些特点与镜头中的颗粒感相结合，有助于营造出一种纪录片的风格。
薇兹必须让自己从情感上与电影中描绘的暴行中分离。“你要学会这点，”她说：“‘开始’和‘停’之间是真实的，‘停’之后就都不是真的了”。波克瓦克也有同样的感觉，并且进一步指出在警察部队时，有必要让自己从情感上与工作保持距离。另一方面，制片人希望能让观众受到片中那些被迫卖淫女性受到残暴对待的镜头影响，所以增加了拉亚一角，来给予这些受害人一张真实的面孔。电影首次在多伦多放映期间，一位观众因片中的暴力镜头晕倒，大部分强奸的镜头因此遭到删减。对此薇兹表示：
我完全理解，让人看这些东西的确太痛苦了。真实情况还要惨烈得多。我的意思是，第一个接触这些青年女性的人的故事中我能够告诉你的还只有这个“低调”的版本，如果你能够接受这样的内容。不过，这不是纪录片，你不希望（在里面）毁掉谁。你只想阐明一些事情，它的实际情况还要惨上百倍。

## 主题

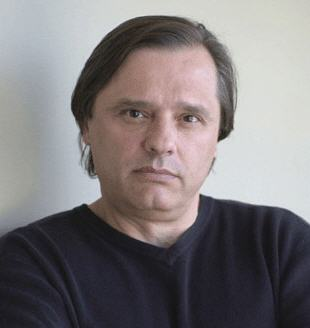
维克多·马拉里克的著作《娜塔莎们》给予康达基制作有关色情业人口贩卖电影的灵感

性奴役、人口贩卖和腐败是《告密者》的关注重点。康达基希望自己的第一部作品关注色情业人口贩卖问题，但不确定应该如何创造出原创且能打动人的情节。她的母亲生于乌克兰，所以康达基知道人口贩卖是该国的“流行病”。维克多·马拉里克（Victor Malarek）的著作《娜塔莎们》（The Natashas）给予康达基制作一部有关色情业人口贩卖电影的灵感。但她的倡议存在一大难题：“没人会想看一部受奴役少女被强暴两个小时的电影”。波克瓦克的经历给康达基的电影提供了框架，还增加了腐败和大规模掩饰的主题。影评人雷克斯·里德（Rex Reed）认为，滥用权力在《告密者》中占有突出地位，一些政府官员要么亲自参与了色情行业，要么对之视而不见，这其中还包括维和人员、联合国人员和僱佣兵。《圣塔克鲁兹哨兵报》（Santa Cruz Sentinel）的华莱士·贝恩（Wallace Baine）在文章中称，这些方面的描写让电影更加贴近生活。“这里面既有显而易见的恶魔，但也有隐藏在灰色之中、表面上看正直大方的人实际从事着难以形容的野蛮恶行”。正义是电影中另一个突出的主题，但并没能在最终实现。性交易人口贩卖的受害人拉亚遭杀害，但参与过犯罪活动的维和人员不过是有一部分被遣送回国，没有任何人遭到起诉。在贝恩看来，这样的情况给观众留下的印象就是：“波尔瓦克故事中最严重的暴力就是司法造成的暴行”。
电影中的波尔瓦克并不完美，她有着高尚的目标，但最终没能实现。片中她的私生活陷入混乱，是在与丈夫离婚并失去孩子们的监护权后前往波斯尼亚，希望能赚些钱，搬到离孩子们更近的地方生活。此外，波尔瓦克还与另一位维和人员产生了情感，这些都大致反映了她的真实情况。康达基希望让这个勇于在同僚选择视而不见时站出来和不公正对抗的主人翁就只是一个普通人，她身上的不足让她打击性交易犯罪的决心和形象在观众眼中变得更加立体，成为一个更加真实的人。
薇兹认为，波尔瓦克的经历正是像歌利亚那种“一位女性独自与不公对抗”的故事，而这也是她最喜欢的电影主题类型。波克瓦克在片中就像现实生活中一样，开始调查一起女性绑架案。随着剧情展开，她发现了一个大规模的腐败网络，并且面临的障碍也越来越多。有一个大规模并且很有影响力的组织为性交易犯罪提供便利。等到她试图向联合国和地方官员报告自己的发现时，她受到了威胁，“同事避而不谈，上级出手阻挠”。薇兹表示，自己很喜欢这种普通人做非凡事的理念。她说：“我喜欢那类惊悚片，普通人受到自己性格的驱使，正是这种性格决定了他们会成为什么样的人”。

## 发行

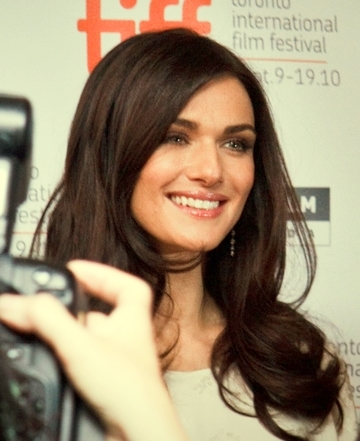
蕾切尔·薇兹出席电影在棕榈泉国际电影节举行的首映式

《告密者》于2010年9月13日在棕榈泉国际电影节首映。还在北美的多个电影节上进行过放映，例如在纽约举行的2011年人权观察电影节就是其中之一。
2014年3月，《告密者》首次在波斯尼亚和黑塞哥维那放映。电影在塞拉耶佛和莫斯塔尔两个城市上映，凯瑟琳·波克瓦克获邀对波斯尼亚的观众讲话。

### 票房
塞缪尔·戈尔德温影业购买了本片在美国的院线发行权。影片于2011年8月5日开始限量放映，最初上映的电影院只有7家，之后一度增至70家。影片一共在院线上映了12个星期，票房总额112万4966美元。

### 专业评价
电影发行期间所获评价褒贬不一。根据烂番茄上收集的115篇评论文章，其中有85篇给出“新鲜”的正面评价，“新鲜度”为74%，平均得分6.5（最高10分）。而上收集的30篇评论文章中则有17篇好评，3篇差评，10篇褒贬不一，平均得分59（最高100）。《卫报》的艾德·乌连米（Ed Vulliamy）称《告密者》是“近年来最震撼人心的纪录风格剧情片”，《赫芬顿邮报》的马歇尔·范恩（Marshall Fine）称这是个“黑暗、严酷而惨痛”的故事。《电影期刊国际》（Film Journal International）的多丽丝·图马金（Doris Toumarkine）称赞电影以良好的笔触讲述了一个令人感到不安的故事，给那些走进电影院、希望看到一部构思精巧、制作精良电影的观众们留下深刻印象。澳大利亚新闻网站的雷·帕奇（Leigh Paatsch）表示，在薇兹成熟而专业的引导下，波尔瓦克与众多不公斗争的坚强信念让观众一直紧盯着银幕。斯蒂芬妮·福斯特（Stephenie Foster）在《赫芬顿邮报》上给予本片高度评价：
这是个引人注目而且令人抓狂的故事，反映了国际机构各职能部门的复杂性和相互间的影响，以及在人们的所作所为可以拥有豁免权时应用问责制的困难程度。与此同时，这也是个有勇气的人在艰难环境下做出并不符合个人最大利益决定的故事。
《巴尔干纪事报》也刊登了类似的正面评价：
康达基在自己的前进方向上表现出了巨大的潜力。电影大部分的节奏都很紧凑，制作上的感觉也很精良……影片唯一让人不尽人意的就是结局。但这不是电影人的错，他们只是选择忠实于波克瓦克的故事。没有任何人受到正义的惩罚。只有为数不多的几个人遭到解雇并遣送回国，而且所有人都拥有外交豁免权，所以都无需面对刑事起诉。全世界还是有两百万人口贩卖的受害者。
《影音俱乐部》的阿利森·威尔莫尔（Allison Willmore）对《告密者》评价不佳，批评其中的反面人物塑造流于表面：“片中没有任何导致这一结果的道德侵蚀情况描写”。《基督科学箴言报》的彼得·莱纳（Peter Rainer）认为电影的节奏太不平衡，让人感到沮丧，但还是称赞了演员的表演：康多雷克将拉亚的颤抖和恐怖描绘得活灵活现。斯蒂芬·霍尔登（Stephen Holden）在《纽约时报》上写道，本片讲述的故事是如此反叛，几乎让人难以置信。把人口贩卖和腐败归为战争及其后果道德泥潭的附带损害，这样的结论实在令人郁闷。他称赞薇兹的表演是片中“最强劲的元素”。
演员表演总体得到了评论员的认可。《今日基督教》的卡梅林·考特尼（Camerin Courtney）对主角与有妇之夫发生性关系感到失望，但仍称赞了薇兹的表现，认为她成功地塑造了这个性格上直截了当、对发现深感震惊的公务员。卡特尼还称赞瓦妮莎·雷德格瑞夫成功诠释了薇兹所需要的导师，给予她温暖和力量；大卫·斯特雷泽恩饰演的内部事务专员彼得·沃德也是他在同类电影中的最佳表现；拉亚作为年轻的受害人则让人感到心碎。《信使邮报》（The Post and Courier）的史蒂夫·雷亚（Steve Rea）称赞雷德格瑞夫扮演的配角马德琳·里斯“有力、高雅、严谨”。《旧金山纪事报》的米克·拉萨尔（Mick LaSalle）称赞薇兹从心理上准确把握了这个没有办法睁一只眼闭一只眼的女性角色。雷克斯·里德也在《观察家报》上称赞了女主角的“精湛演出”。
康达基在片中对暴行的描绘引起了争议。全国公共广播电台的鲍勃·蒙德罗（Bob Mondello）认为这些场面如“醍醐灌顶”，但也觉得这方面描写应该各含蓄才好，现有情况已经对影片产生不利影响。《今夜电影》（Tonight at the Movies）的瑞恩·罗哈斯（Ryan Rojas）认为这部电影坚韧不拔的同时又有些绝情，还告诫称某些镜头可能会让部分观众感到冒犯：“虽然这些镜头的确起到了增强事件恐惧感的作用，但这也让导演试图通过对影迷感官简单地进行冲击、直到他们麻木来赢得赞誉的做法变得太着痕迹，因为这些强奸、残害和谋杀的表现方式都非常令人感到不安”。网站的克里斯蒂安·哈梅克（Christian Hamaker）写道：
这部电影几乎自始至终都很严酷，对于一个如此骇人听闻的主题来说可能看起来没有什么不妥，但对观众来说，效果就像一直被大锤敲来敲去。性交易人口贩卖不是好事，是非常坏的事！你明白了吗，或是你还想不想再多看几个人身或性暴力的镜头？别担心：《告密者》里这样的内容多的是。这里已经把残暴带入毫无理由的境界，所有这一切都只是为了表现出它试图解决的问题有多么恐怖。
巴尔干半岛一家基于互联网的报纸《巴尔干纪事报》（The Balkan Chronicle）认为，本片中的暴力内容是有必要存在的，并且也没有为了耸人听闻而夸张化：“粉饰太平对任何人都没有好处。这部电影最大的优点就是其令人毛骨悚然的真实性。”。影片在波斯尼亚上映期间邀请了波克瓦克到现场讲话，据报告，她的经历获得了热烈回应，激起对20世纪末所发生事件的热烈讨论。

### 家用媒体
20世纪福克斯家庭娱乐于2012年1月15日发行了《告密者》的。据报道显示，影片在蓝光光盘上的销售业绩比院线发行更加成功，影评人丽奈特·波特（Lynette Porter）表示，电影题材上的严肃性令其更适合电视。

### 荣誉
| 年份 | 组织             | 奖项                      | 获奖或提名人      | 结果 | 来源   |
| ---- | ---------------- | ------------------------- | ----------------- | ---- | ------ |
| 2010 | 惠斯勒电影节     | 观众奖——最佳叙事长片      | 《告密者》        | 獲獎 | [ 45 ] |
| 2010 | 惠斯勒电影节     | 菲力浦·博萨斯奖——最佳影片 | 《告密者》        | 獲獎 | [ 46 ] |
| 2011 | 棕榈泉国际电影节 | 观众奖——最佳叙事长片      | 《告密者》        | 獲獎 | [ 47 ] |
| 2011 | 和平电影奖       | 和平电影奖——公正和人权    | 拉尔沙·康达基     | 提名 | [ 46 ] |
| 2011 | 西雅图国际电影节 | 金太空针奖——最佳导演      | 拉尔沙·康达基     | 獲獎 | [ 48 ] |
| 2011 | 西雅图国际电影节 | 金太空针奖——最佳影片      | 《告密者》        | 提名 | [ 45 ] |
| 2012 | 吉尼金像奖       | 最佳影片                  | 《告密者》        | 提名 | [ 49 ] |
| 2012 | 吉尼金像奖       | 最佳女主角                | 蕾切尔·薇兹       | 提名 | [ 50 ] |
| 2012 | 吉尼金像奖       | 最佳女配角                | 罗克珊娜·康多雷克 | 提名 | [ 49 ] |
| 2012 | 温哥华影评人协会 | 加拿大电影最佳女主角      | 蕾切尔·薇兹       | 提名 | [ 51 ] |

## 影响

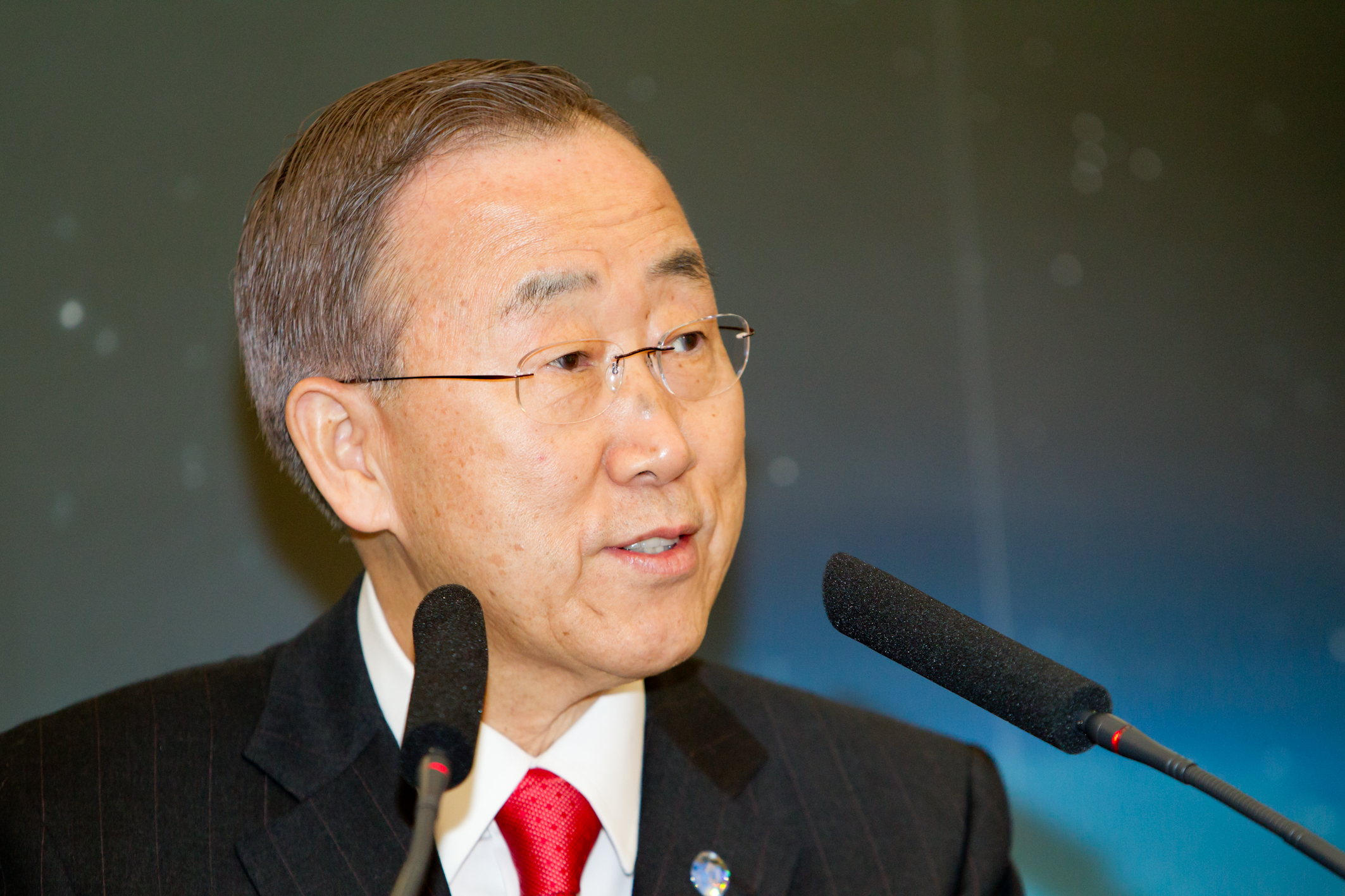
面对电影引发的争议，联合国秘书长潘基文承诺会采取措施，防止联合国工作人员参与色情人口贩卖活动。

在《告密者》中，德莫克拉保安公司（即戴阳国际）雇员参与战后波斯尼亚性交易犯罪活动，对此联合国视而不见，这与波克瓦克的指控一致。联合国秘书长潘基文主持了放映电影一次，并承诺会采取措施防止联合国工作人员参与色情人口贩卖活动。对此波克瓦克回应：“不幸的是，恐惧已经广泛散布。纠正之路将会很复杂，并且无法速战速决。”她还表示，除波斯尼亚外，维和人员在尼日利亚、科索沃、布隆迪、塞拉利昂、刚果、利比里亚、柬埔寨、伊拉克、阿富汗、海地、哥伦比亚、几内亚和苏丹都有侵犯人权的行径。康达基对此表示自己打算保持乐观，希望放映电影能够“让人们对联合国参与性交易人口贩卖及其它犯罪活动展开真正的讨论和思考。”但她也担心电影可能不会产生预期的持久影响：“我知道我们会听到很多说法，说自本片上映以来都已经采取了哪些措施，但到目前为止这些都还只是说辞。实际情况已经升级。”《告密者》在院线上映后，《卫报》报道称有联合国官员试图淡化电影描绘的事件，并且打击波斯尼亚境内人口贩卖的行动已遭中止。
戴阳国际发言人阿什利·伯克（Ashley Burke）称：
我没看过那部电影，所以无法对其内容作出评价，但是我可能告诉大家，我们联系影片发行商试图了解电影的更多信息时得知，影片不是改编自波克瓦克女士的著作，而是受到她经历启发所做的‘虚构戏剧化呈现’。我们也没有威胁采取法律行动来要求他们不得在片中使用公司的真实名称。